# Drehbuchautor

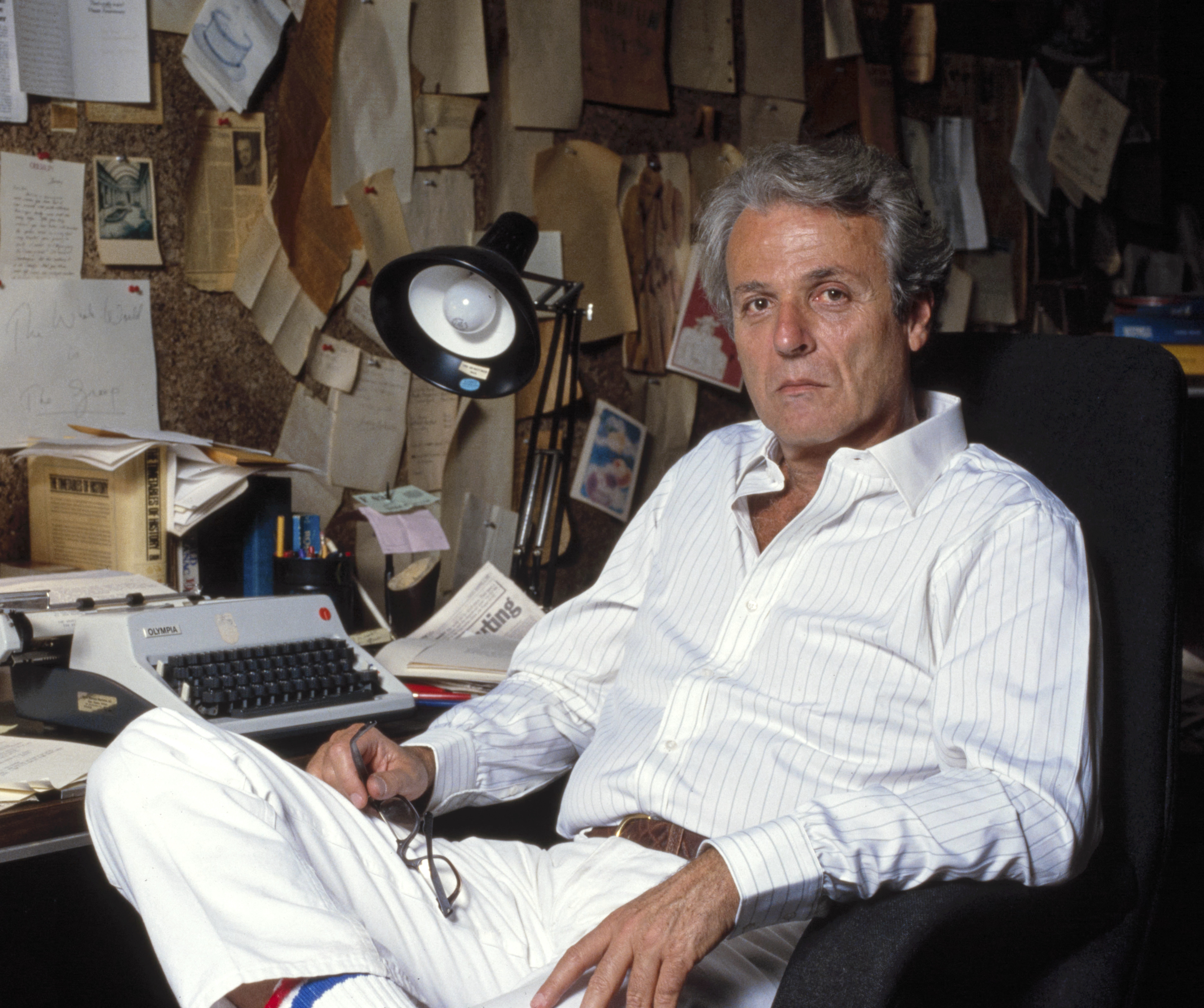
Drehbuchautor William Goldman an seinem Schreibtisch

Ein Drehbuchautor ist der Verfasser eines Drehbuchs, das als Grundlage für die Produktion eines Films dient. Drehbuchautoren schreiben für Kino-, Fernsehfilme und Fernsehserien, arbeiten aber auch nichtfiktional an Dokumentarfilmen und -sendungen. Drehbuchautoren arbeiten in der Regel freiberuflich. Neben der eigentlichen Arbeit als Autor bedeutet das die eigenständige Akquise von Aufträgen, Networking und das Werben für die eigenen Projekte. Drehbuchautoren können u. a. dafür von Agenten vertreten werden.
Viele der Erzählstoffe, aus denen später fertige Filme entstehen, entwickeln Drehbuchautoren in Zusammenarbeit mit einer Filmproduktionsgesellschaft oder einem Regisseur. Auch ein Filmdramaturg kann beratend mitwirken. Die Arbeit an einem Drehbuch verläuft in mehreren Etappen und entlang verschiedener Textformen (Exposé, Treatment), zum Beispiel für die Einreichung bei Produktionsfirmen, Fernsehsendern oder zur Filmförderung. Genutzt wird dafür teilweise Drehbuchsoftware.
Spezielle Ausprägungen des Drehbuchautors sind der Dialogautor, der Storyliner (bei Serien) oder der Script Doctor. Bei Serien kann der Drehbuchautor auch den Rang eines Produzenten übernehmen (writer-producer oder Creative Producer), ähnlich dem amerikanischen Showrunner. Führt ein Drehbuchautor auch die Regie des Films, oder schreibt der Regisseur eines Films zuvor das Drehbuch, spricht man oft vom Auteur und von einem Autorenfilm.
Drehbuchautor ist keine geschützte Berufsbezeichnung, wodurch es unterschiedliche Ausbildungsmöglichkeiten zum Drehbuchautoren gibt. Die häufigste Ausbildungsform findet in Drehbuchwerkstätten und an Filmhochschulen statt, aber auch Volontariate in Produktionsfirmen oder Fernsehsendern sowie Fernlehrgänge zum Drehbuchautoren sind möglich. Auch Schriftsteller und Autoren anderer Medien können als Drehbuchautoren tätig werden, so wie manche Drehbuchautoren ebenfalls in anderen Medien wie der Literatur veröffentlichen.
US-amerikanische Drehbuchautoren sind nicht zur Mitgliedschaft in der Writers Guild of America (WGA) verpflichtet, die ihre Macht in der Film- und Fernsehindustrie insbesondere durch mehrere Drehbuchstreiks (1988, 2007/08, 2023) bewiesen hat. Für die Interessen der Drehbuchautoren in Deutschland setzt sich seit 1986 der Verband Deutscher Drehbuchautoren (VDD) ein (seit 2023 Deutscher Drehbuchverband (DDV)).

## Filme über Drehbuchautoren
- Crashing Hollywood, USA 1931 – Ein Drehbuchautor schreibt einen Gangsterfilm, der den Gangstern nicht gefällt.
- Sullivans Reisen, USA 1941 – Ein Drehbuchautor für Komödien entflieht Hollywood und zieht als Hobo durch die USA um das Sozialdrama "O Brother, Where Art Thou?" zu schreiben.
- Boulevard der Dämmerung, USA 1950 – Ein Drehbuchautor gerät in die Fänge einer alternden Stummfilmdiva.
- Ein einsamer Ort, USA 1950 – Ein Drehbuchautor verzweifelt an dem Mordverdacht gegen ihn.
- Paris When It Sizzles, USA 1964 – Ein Drehbuchautor verzweifelt an einer Deadline und findet Inspiration in der Liebe.
- Barton Fink, USA 1991 – Ein Dramatiker versucht sich in Hollywood und lernt es zu verachten.
- Mistress, USA 1992 – Ein Drehbuchautor und Regisseur schreibt gegen alle Einflüsse an einen Film, den niemand sehen will.
- The Player, USA 1992 – Ein Filmproduzent wird von einem Drehbuchautor bedroht, dessen Stoff er abgelehnt hatte.
- Adaption – Der Orchideen-Dieb, USA 2002 – Ein Drehbuchautor versucht verzweifelt ein Buch über Orchideen in ein Drehbuch zu adaptieren.
- 7 Psychos, USA 2012 – Ein Drehbuchautor sucht Inspiration und findet sie, als er in eine Gangstergeschichte verwickelt wird.
- Hail, Caesar!, USA 2015 – Ein Produzent muss einen Schauspieler wiederfinden, der von kommunistischen Drehbuchautoren entführt wurde.
- Trumbo, USA 2015 – Der Drehbuchautor Dalton Trumbo leidet unter der antikommunistischen Hetze in den USA der 1940er und 1950er Jahre.